# Ein ad-Duyuk al-Foqa
Ein ad-Duyuk al-Foqa, en arabe : عين الديوك الفوقا,  ou Duyuk, est un village du gouvernorat de Jéricho en Palestine, situé à 3 km au nord-ouest de Jéricho, en Cisjordanie.
Selon le recensement du bureau central palestinien des statistiques, la localité compte une population de 885 habitants en 2017.